# Пробудження (фільм, 2016)
«Пробудження» (англ. Passengers, дослівно — «Пасажири») — американський науково-фантастичний фільм, знятий Мортеном Тильдумом. Прем'єра стрічки в Україні відбулася 29 грудня 2016 року. Фільм розповідає про Джима Престона, колоніста, який через збій в системі космічного корабля виходить з гіперсну на 90 років раніше встановленого терміну. Йому належить вирішити, як провести решту життя, з'ясувати причину свого пробудження і врятувати решту пасажирів.
Сценарій спочатку написаний Джоном Спейтсом в 2007 році, але його продовжували розвивати в виробничому пеклі, за кілька років приєднавши кілька інших акторів. У грудні 2014 року Sony Pictures Entertainment придбала права на фільм, Мортен Тильдум долучився до режисування проєкту. Кріс Пратт і Дженніфер Лоуренс були обрані двома провідними акторами в лютому 2015-го. Фільм продюсували Village Roadshow Pictures, Start Motion Pictures, Original Film, LStar Capital, Wanda Pictures та Company Films. Ключове знімання відбувалося на студії Pinewood в Атланті, штат Джорджія, з вересня 2015 по лютий 2016 року. Це останній фільм Columbia Pictures, в якому брала участь Village Roadshow Pictures, після провалу касових зборів Мисливців на привидів.

## Сюжет
Космічний корабель «Авалон» вирушає від Землі в подорож на 120 років, щоб заснувати колонію на планеті Гоумстед II. На кораблі знаходяться 5000 пасажирів і 258 членів екіпажу, всі вони перебувають в анабіозі (гіперсні) та мають пробудитися за кілька місяців до завершення польоту. Несподівано корабель входить у пояс астероїдів.
Пасажир-механік Джим Престон пробуджується і його вітає комп'ютер, повідомляючи, що попереду чотири місяці підготовки до висадки. Та оглянувши корабель, Престон помічає, що на борту більше нікого немає. Комп'ютер повідомляє, що до кінця подорожі 90 років — Джим чомусь прокинувся зарано. Механік вирішує скористатися лазерним зв'язком, витративши на цю послугу останні гроші, щоб повідомити про це на Землю. Однак, послання летітиме кілька десятків років. Всі спроби ввести себе назад в гіперсон виявляються марними. Змирившись із тим, що єдиним його співбесідником буде балакучий андроїд-бармен Артур, Джим вирішує провести решту свого життя в розкоші пасажирських салонів золотого класу. Для цього він добуває інструменти і зламує входи до розкішних жител і розважальних закладів. Після року самотності механік ледве не божеволіє та вирішує вчинити самогубство. Він задумує вийти в космос без скафандра, але не наважується, після чого помічає сплячу пасажирку Аврору Лейн.
Джим весь час тільки й думає про неї, переглядає інтерв'ю з нею, одночасно розповідаючи про це все бармену. Не витримавши самотності, він вирішує достроково вивести її з гіперсну, завчасно попрохавши андроїда Артура не казати Аврорі, що вона пробуджена ним. Коли Аврора просинається, Джим вдає, ніби її капсула відкрилась через несправності, як і його. Він пояснює Аврорі, що пасажирів вводили в гібернацію ще на Землі, а на борту такого обладнання немає. Тим часом на борту «Авалона» все частіше стаються несправності.
Обоє героїв вирішують прожити решту свого життя на «Авалоні» разом, і між ними починається роман. Аврора починає писати книгу про їхню долю. Після року стосунків Джим вирішує подарувати Лейн срібний перстень. Але тут Артур через необережність Джима видає його таємницю. Коли Аврора і Джим ведуть з роботом бесіду, Аврора промовляє «І немає ніяких секретів між нами …». Артур запитує «Невже?», на що Джим, не задумавшись, відповідає «Ну леді ж сказала!». Артур сприймає це як зняття заборони і розповідає Аврорі про те, що її розбудив Джим. Вражена цим Аврора впадає у розпач, вона уникає Джима, а згодом і зовсім намагається його вбити. Обоє починають жити на самоті в різних відсіках «Авалона».
Через два роки після пробудження Джима прокидається один з членів екіпажу Гас Манкузо. Він одразу розуміє, що стався серйозний збій і переконує Джима та Аврору об'єднатися для пошуків поломки. На заваді стають наслідки пробудження Гаса, в його організмі виявляється 612 патологій, через які він повільно помирає. Перед смертю Манкузо передає героям свій браслет, що дає доступ в інженерні відсіки, щоб Аврора і Джим полагодили корабель. Обоє вирішують відкинути всі образи і врятувати життя інших пасажирів. Тим часом системи корабля поперемінно виходять з ладу, даючи героям все менше часу.
Герої виявляють пробоїну в інженерному відсіку від влучання астероїда, що пошкодив термоядерний реактор  — джерело енергії «Авалона». Вони встигають замінити пошкоджену плату, але той вже встиг перегрітися і може вибухнути в будь-яку мить. Систему аварійного викиду плазми заклинило, тому Джим виходить в скафандрі назовні, щоб відкрити заслінку. Однак вона зачиняється автоматично і Джим іде на вірну смерть, щоб утримати її вручну і забезпечити охолодження реактора. На нього прямує потужний потік плазми, який пробиває костюм Джима і викидає його в космос, обірвавши трос, за який той тримався. Аврора виходить в космос і підбирає Джима. Вона затягає його в медичну капсулу, яка діагностує смерть. Їй вдається за допомогою браслета Гаса запустити програми реанімації і повернути до життя свого коханого.
Джим розуміє, що лікувальну капсулу можна перетворити в аналог анабіозної камери і пропонує занурити в сон Аврору. Але вона відмовляється, вирішивши провести залишок свого життя з коханим.
Через 88 років прокидається решта екіпажу і бачить перед собою неймовірне видовище: Джим і Аврора посадили дерева, побудували будинок і ферми. Пасажири знаходять завершену книгу Аврори, а в ній послання для майбутніх жителів Гоумстеду II. В ньому міститься підсумок життя пари: вони вирішили не жити сподіванням на краще майбутнє, а побудувати його разом.

## У ролях
- Кріс Пратт — Джим Престон
- Дженніфер Лоуренс — Аврора Лейн
- Майкл Шин — Артур
- Лоуренс Фішборн — Гас Манкусо
- Назанін Бон'яді — стюардеса
- Енді Гарсія — адмірал Норріс
- Аврора Перріно — Селеста
- Кімберлі Баттиста — молодший офіцер Фітцджеральд

## Виробництво
Знімання фільму почалось у вересні 2015 року в Атланті.

## Номінації та нагороди
Список нагород відповідно до даних сайту IMDb:
| Рік  | Нагорода                              | Категорія                                   | Номінант                         | Результат |
| ---- | ------------------------------------- | ------------------------------------------- | -------------------------------- | --------- |
| 2016 | Golden Schmoes                        | Best T&A of the Year                        | Дженніфер Лоуренс                | Номінація |
| 2016 | Rondo Statuette                       | Найкращий фільм                             | «Пробудження»                    | Номінація |
| 2017 | Оскар                                 | Найкраща музика до фільму                   | Томас Ньюман                     | Номінація |
| 2017 | Оскар                                 | Найкраща робота художника-постановника      | Ґай Гендрікс Дяс Джин Сердена    | Номінація |
| 2017 | Сатурн                                | Найкраща чоловіча роль                      | Кріс Пратт                       | Номінація |
| 2017 | Сатурн                                | Найкраща жіноча роль                        | Дженніфер Лоуренс                | Номінація |
| 2017 | Сатурн                                | Найкраща музика                             | Томас Ньюман                     | Номінація |
| 2017 | Сатурн                                | Найкраща робота художника-постановника      | Ґай Гендрікс Дяс                 | Номінація |
| 2017 | Сатурн                                | Найкращий фільм у жанрі наукової-фантастики | «Пробудження»                    | Номінація |
| 2017 | Excellence in Production Design Award | Фільм у жанрі фентезі                       |                                  | Перемога  |
| 2017 | Золотий трейлер                       | Найкращий екшен-фільм                       | Sony Pictures Home Entertainment | Номінація |
| 2017 | Золотий трейлер                       | Найкращий постер                            | Sony Pictures Home Entertainment | Номінація |